# Rhyacia arenacea
Rhyacia arenacea là một loài bướm đêm thuộc họ Noctuidae. Loài này phân bố ở the steppe và semi-desert zone of miền trung miền Cổ bắc.
Con trưởng thành bay từ tháng 5 đến tháng 10. Có một lứa một năm.
Ấu trùng có thể ăn các loài Poaceae.